# Sunglass Hut
A Sunglass Hut é uma empresa multinacional dos Estados Unidos, subsidiária da Luxottica que comercializa óculos e acessórios. Foi fundada em 1971, por Sanford Ziff, e é a maior cadeia de óticas do mundo, com mais de 3.213 lojas em mais 28 países.

## História
A empresa começou em 1971 como um quiosque de óculos no Dadeland Mall, em Kendall, Flórida após uma oportunidade identificada pelo optometrista Sanford Ziff e sua esposa Helen Ziff. É apontada como uma das responsáveis por popularizar os óculos de sol nos Estados Unidos.
Em 2001, a Luxottica anunciou um acordo de compra de 100% das ações por US$ 462 milhões, aproximadamente US$ 11,50 por ação e assumindo uma dívida total de US$ 191 milhões, o que elevou o valor total do negócios final para US$ 653 milhões.
Em 2014, inaugurou uma loja conceito em Sydney, Austrália sendo a maior Sunglass Hut do mundo e se juntando a outras lojas conceito criadas Nova York, Miami, Los Angeles, Londres e Cidade do México.
Reforçou em 2015 a presença em aeroportos, inaugurando 31 lojas em áreas internas e em áreas outsides de vários aeroportos do mundo incluindo na Itália, Alemanha, México, Brasil, Chile e Bahrein.
Em 2017, anunciou que investiria em um projeto de tecnologia para personalizar as lojas ao redor do mundo e melhorar a experiência de vendas ao consumidor, personalizando as paredes, chão e merchandising de acordo com a interação do consumidor aos produtos em cada loja.

## Lojas e Presença Internacional
A empresa opera mais de 3.213 lojas, quiosques e pontos de venda em 28 países.
- Argentina
- África do Sul
- Alemanha
- Arábia Saudita
- Bahrein
- Brasil
- Canadá
- Catar
- Chile
- China
- Emirados Árabes Unidos
- Egito
- Espanha
- Estados Unidos
- Hong Kong
- Jordânia
- Kuwait
- Líbano
- Marrocos
- México
- Nova Zelândia
- Omã
- Países Baixos
- Portugal
- Reino Unido
- Singapura
- Tailândia
- Turquia

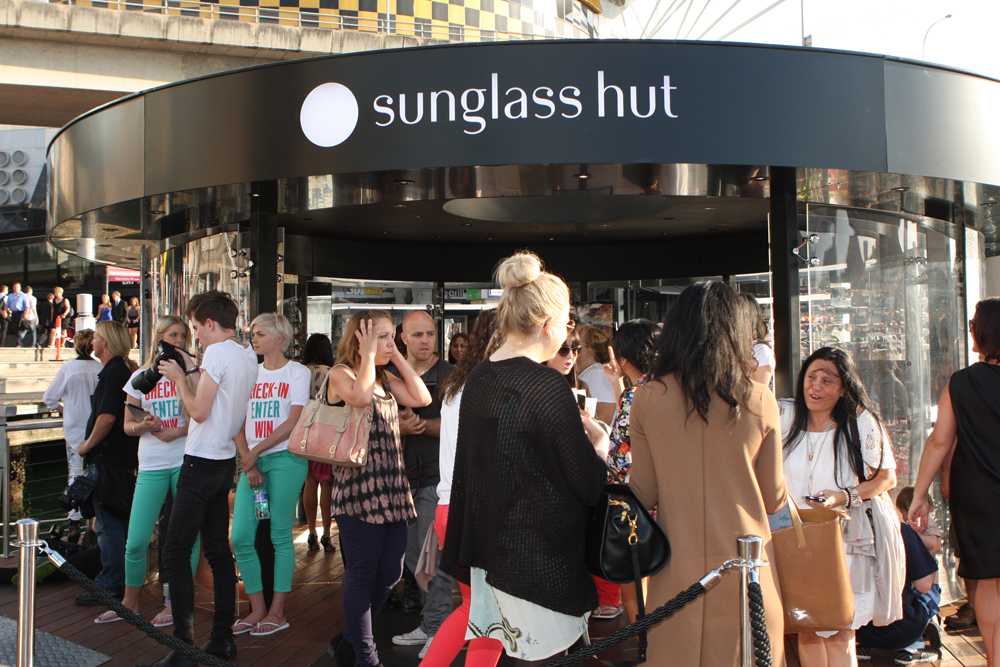
Quiosque da Sunglass Hut em Sydney, Austrália.

A Sunglass Hut opera lojas no formato tradicional, quiosques, em aeroportos, em shopping centers, em hotéis, em outlets e lojas premium em cidades selecionadas. Em 4 de Dezembro de 2009 assinou um acordo com a rede varejista Macy's para construir lojas dentro de lojas e espaços da empresa nos Estados Unidos.Em 2015 era uma das lojas mais comuns em shopping centers dos Estados Unidos.
Em 2011, foram abertas e expandidas lojas no Brasil e no México, sendo que no México inaugurou sua primeira loja conceito fora da América do Norte e Europa em 2017. Em 2017 continuou sua expansão na América Latina entrando na Argentina e Colômbia.
A empresa operava em 2017 seus pontos de venda distribuídos geograficamente como 1.701 na América do Norte, 463 na Europa, 405 na Ásia Pacífico, 399 na América do Sul e 188 na África e Oriente Médio.